# Eblaïta

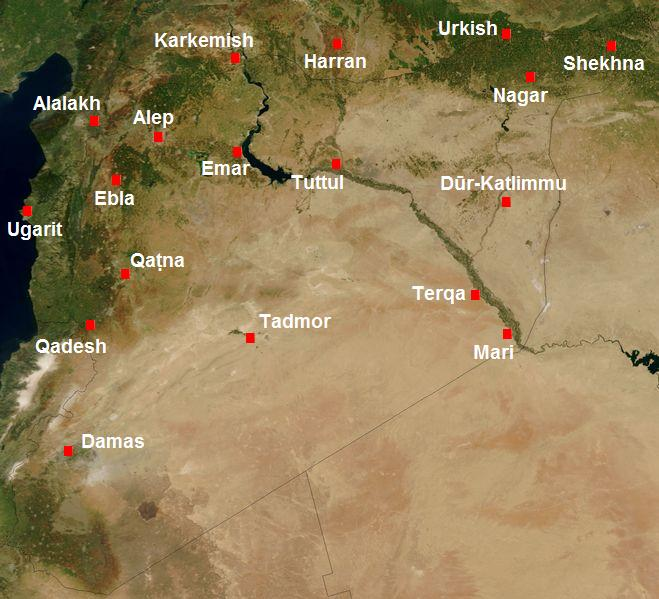
Mapa de Síria en el segon mil·lenni AEC

L'eblaïta és una llengua semítica extinta, parlada a l'antiga ciutat d'Ebla (a l'actual Síria) en el III mil·lenni abans l'era comuna i documentada gràcies al testimoni d'unes 17.000 tauletes amb textos cuneiformes trobades entre el 1974 i el 1976 a Tell Mardikh. Les primeres d'elles daten del 2400 aC.